# Halomonadaceae
Die Halomonadaceae sind eine Familie der Bakterien. Sie zählen zu den Oceanospirillales. Die Mehrheit ist halotolerant bis halophil („salzliebend“), hierauf bezieht sich der Name.

## Erscheinungsbildung
Viele Arten sind durch Flagellen beweglich (motil). Zu den unbegeißelten zählt z. B. die Art Carnimonas nigrificans. Die Flagellen liegen je nach Art lateral oder polar. Auch eine peritriche Begeißelung ist bei verschiedenen Arten vorhanden. Die meisten Arten sind stäbchenförmig oder leicht gekrümmt. Kokkoid ist z. B. die Art Halomonas halodenitrificans. Die Zellen treten je nach Art einzeln, in Paaren oder als Ketten auf. Unter bestimmten Bedingungen können verschiedene Arten der Gattung Halomonas auch lange Filamente bilden.
Die im Jahr 2010 beschriebene Art Halomonas titanicae wurde auf dem Wrack der Titanic gefunden.

## Stoffwechsel
Alle Arten der Halomonadaceae sind heterotroph. Sie sind aerob oder fakultativ anaerob. Der Stoffwechseltyp ist meist die Atmung mit Sauerstoff als terminalem Elektronenakzeptor. Einige Arten nutzen unter anaeroben Bedingungen auch Nitrat für das Wachstum, allerdings nur wenn sie mit Glukose versorgt werden (nicht mit anderen Kohlenhydraten oder Aminosäuren).

## Systematik
Die Halomonadaceae wurden von  Franzmann et al. im Jahr 1989 eingefügt.
Einige Gattungen:
- Aidingimonas  Franzmann et al. 1989
- Carnimonas Garriga et al. 1998
- Chromohalobacter Ventosa et al. 1989
- Cobetia Arahal et al.
- Halomonas Vreeland et al. 1980
- Halotalea Ntougias et al. 2007
- Halovibrio  Fendrich 1989
- Kushneria  Sánchez-Porro et al. 2009
- Larsenimonas León et al. 2015
- Modicisalibacter Ben Ali Gam et al. 2007
- Pistricoccus Xu et al. 2017
- Salinicola Ananina et al. 2008
- Terasakiispira Zepeda et al. 2015
- Zymobacter Okamoto et al. 1995